# Osama Chtiba
Osama Chtiba (ur. 27 września 1988 w Trypolisie) – piłkarz libijski grający na pozycji obrońcy. Od 2012 roku jest zawodnikiem klubu Al-Najma Bengazi.

## Kariera klubowa
Karierę piłkarską Chtiba rozpoczął w klubie Al-Nasr Bengazi. W 2008 roku zadebiutował w jego barwach w pierwszej lidze libijskiej. W 2009 roku odszedł do Al-Ittihad Trypolis. Wraz z Al-Ittihad był mistrzem kraju w 2010 roku. Zdobył też Superpuchar Libii w tym samym roku.
W 2011 roku Chtiba został zawodnikiem libańskiego zespołu Nejmeh SC z Bejrutu. W 2012 trafił do Al-Najma Bengazi.

## Kariera reprezentacyjna
W reprezentacji Libii Chtiba zadebiutował w 2010 roku. W 2012 roku został powołany do kadry na Puchar Narodów Afryki 2012.